# Peltophorum
Peltophorum é um género botânico pertencente à família Fabaceae.

## Espécies
- Peltophorum dubium: farinha-seca, sobrasil

1. ↑  «Peltophorum — World Flora Online». www.worldfloraonline.org. Consultado em 19 de agosto de 2020